# Phénoménologie de la perception
Phénoménologie de la perception é uma obra do filósofo francês Maurice Merleau-Ponty publicada em 1945, no qual o autor expõe sua tese da "primazia da percepção". O trabalho estabeleceu Merleau-Ponty como o filósofo preeminente do corpo e é considerado uma importante declaração do existencialismo francês.

## Resumo
Merleau-Ponty tenta definir a fenomenologia, que segundo ele ainda não recebera uma definição adequada. Ele afirma que a fenomenologia contém uma série de contradições aparentes, que incluem o fato de que ela tenta criar uma filosofia que seria uma ciência rigorosa, ao mesmo tempo em que oferece uma explicação do espaço, do tempo e do mundo como as pessoas os experimentam. Merleau-Ponty nega que tais contradições possam ser resolvidas pela distinção entre as visões do filósofo Edmund Husserl e as do filósofo Martin Heidegger, comentando que Sein und Zeit de Heidegger (1927) "surge de uma indicação dada por Husserl e não passa de um relato explícito do 'natürlicher Weltbegriff' ou do 'Lebenswelt' que Husserl, no final de sua vida, identificou como o tema central da fenomenologia, com o resultado que a contradição aparece na própria filosofia husserliana".
Seguindo Husserl, Merleau-Ponty tenta revelar a estrutura fenomenológica da percepção. Ele escreve que, embora a "noção de sensação ... pareça imediata e óbvia", ela é de fato confusa. Merleau-Ponty afirma que, porque as "análises tradicionais" o aceitaram, elas "perderam o fenômeno da percepção". Merleau-Ponty argumenta que, embora a sensação possa ser entendida como "o modo como sou afetado e a experiência de um estado de mim mesmo", não há nada na experiência que corresponda a "sensação pura" ou "um átomo de sentimento". Ele escreve que, "A suposta autoevidência da sensação não se baseia em nenhum testemunho de consciência, mas em um preconceito amplamente difundido". Sua tese central é a da "primazia da percepção". Ele critica a postura cartesiana de “cogito ergo sum” e expõe uma concepção diferente da consciência. O dualismo cartesiano corpo-mente é questionado como a forma primária de existir no mundo, e é finalmente rejeitado em favor de uma concepção intersubjetiva ou conceito dialético e intencional de consciência. O corpo é central para a explicação da percepção de Merleau-Ponty. Para ele, a capacidade de refletir vem de um terreno pré-reflexivo que serve de base para a reflexão sobre as ações.
A explicação de Merleau-Ponty sobre o corpo o ajuda a minar o que havia sido uma concepção de consciência de longa data, que gira em torno da distinção entre o para-si (sujeito) e em-si (objeto), que desempenha um papel central na filosofia de Jean-Paul Sartre , cujo Ser e nada foi lançado em 1943. O corpo está entre essa distinção fundamental entre sujeito e objeto, existindo ambiguamente como ambos. Na discussão de Merleau-Ponty sobre a sexualidade humana, ele discute a psicanálise. Merleau-Ponty sugere que o corpo "pode simbolizar a existência porque a traz à existência e a atualiza".